# Christof-Sebastian Klitz
Christof-Sebastian Klitz (* 8. September 1959 in Hamburg) ist Leiter der Volkswagen-Konzernrepräsentanz in Brüssel, Vorsitzender des Landesverbands Brüssel des Wirtschaftsrats der CDU und Vorstandsmitglied der Europäischen Bewegung International.

## Leben
Christof-Sebastian Klitz absolvierte sein Studium der Rechtswissenschaften an der Universität Hamburg.
Zu Beginn seiner beruflichen Tätigkeit war er wissenschaftlicher Mitarbeiter an der Universität Hamburg. Er wechselte 1991 zum Bundesverband der Deutschen Industrie (BDI), wo er stellvertretender Leiter des Delegiertenbüros der Deutschen Wirtschaft in Washington, D.C. wurde. Im Anschluss war er für Burson-Marsteller in Bonn und Berlin sowie die Deutsche Telekom in Bonn tätig. Schließlich wechselte Klitz 1999 zu Volkswagen, wo er nach einiger Zeit für Lobbying im Brüsseler Vertretungsbüro zuständig wurde. Nach einem zwischenzeitlichen Wechsel nach Berlin ist er seit 2008 wieder in Brüssel tätig.